# 報酬系
報酬系（ほうしゅうけい、英: reward system）とは、誘因顕著性（すなわち、「欲しい」という気持ち、報酬への欲望や渇望、および動機づけ）、連合学習（主に正の強化および古典的条件づけ）、そして正の感情価をもつ感情、特に快感を核とする感情（例えば、喜び、多幸感、エクスタシー）に関与する神経構造群である。報酬とは、接近行動としても知られる欲求行動と消費行動を誘発する刺激の魅力的で動機づけとなる特性である。報酬刺激は「我々が接近し消費する可能性を持つあらゆる刺激、物体、出来事、活動、または状況は定義により報酬である」と記述されている。オペラント条件づけにおいて、報酬刺激は正の強化子として機能する。しかし、その逆も真実である：正の強化子は報酬である。報酬系は、動物に刺激に接近したり、適応度を高める行動（性行為、エネルギー密度の高い食物など）に従事するよう動機づける。ほとんどの動物種の生存は、有益な刺激との接触を最大化し、有害な刺激との接触を最小化することに依存している。報酬認知は、連合学習を引き起こし、接近および消費行動を誘発し、正の感情価を持つ感情を引き起こすことによって、生存と繁殖の可能性を高める機能を果たす。このように、報酬は動物の適応度を向上させるために進化したメカニズムである。薬物依存症では、特定の物質が報酬回路を過剰に活性化し、回路内のシナプス可塑性によって強迫的な物質探索行動を引き起こす。
一次的報酬は、自己と子孫の生存を促進する報酬刺激の一種であり、恒常性維持的報酬（例えば、口当たりの良い食物）と生殖的報酬（例えば、性的接触および親の投資）を含む。内在的報酬は、本質的に快楽をもたらすため魅力的で行動を動機づける無条件の報酬である。外在的報酬（例えば、お金や自分の好きなスポーツチームが試合に勝つのを見ること）は、魅力的で行動を動機づけるが本質的に快楽をもたらすものではない条件づけられた報酬である。外在的報酬は、内在的報酬との学習された連合（すなわち、条件づけ）の結果として動機づけの価値を得る。外在的報酬は、内在的報酬との古典的条件づけの後、快楽（例えば、宝くじで大金を獲得したときの多幸感）を引き起こすこともある。

## 定義
| 脳はどのように、どこで報酬価値と努力（コスト）を評価して行動を調節するのか？ |

神経科学において、報酬系は、連合学習（主に古典的条件づけとオペラント強化）、誘因顕著性（すなわち、動機づけと「欲しい」という気持ち、欲望、または報酬への渇望）、および正の感情価をもつ感情、特に快感を伴う感情（すなわち、快楽的な「好き」という気持ち）に関わる、脳構造と神経経路の集合体である。
食事、運動、性行為、物質使用、社会的相互作用などの報酬関連活動は、ドーパミンレベルの上昇に寄与し、最終的に中枢神経系（CNS）を変化させる。ドーパミンは気分、動機づけ、報酬、快感の調節に役割を果たす化学的伝達物質である。
報酬の「欲しい」または欲望の要素に関連する行動を表現するためによく使用される用語には、欲求行動、接近行動、準備行動、道具的行動、予期的行動、探索行動がある。報酬の「好き」または快楽の要素に関連する行動を表現するためによく使用される用語には、消費行動と摂取行動がある。
報酬の3つの主要な機能は以下の能力である：
1. 連合学習（すなわち、古典的条件づけとオペラント強化）を生み出す[1]
2. 意思決定に影響を与え、接近行動を誘発する（報酬刺激への動機づけ顕著性（英語版）の付与を通じて）[1]
3. 特に快感など、正の感情価をもつ感情を引き起こす[1]

## 神経解剖学

### 概要
報酬系を構成する脳構造は主に皮質-大脳基底核-視床-皮質ループ内に位置している。ループの大脳基底核部分が報酬系内の活動を駆動している。報酬系内の構造を結ぶ経路のほとんどはグルタミン酸作動性介在ニューロン、GABA作動性中型有棘ニューロン（MSNs）、およびドーパミン作動性投射ニューロンである。ただし、他の種類の投射ニューロンも貢献している（例えば、オレキシン作動性投射ニューロン）。報酬系には、腹側被蓋野、腹側線条体（すなわち、側坐核と嗅結節）、背側線条体（すなわち、尾状核と被殻）、黒質（すなわち、緻密部と網様部）、前頭前皮質、前帯状皮質、島皮質、海馬、視床下部（特に、外側視床下部のオレキシン作動性核）、視床（複数の核）、視床下核、淡蒼球（外側と内側の両方）、腹側淡蒼球、腕傍核、扁桃体、および拡張扁桃体の残りの部分が含まれる。背側縫線核と小脳も、報酬関連認知（すなわち、連合学習、動機づけ顕著性、およびポジティブな感情）と行動のいくつかの形態を調節していると思われる。外側背側被蓋核（LDT）、脚橋被蓋核（PPTg）、および外側手綱核（LHb）（直接および吻側内側被蓋核（RMTg）を介して間接的に）も、腹側被蓋野（VTA）への投射を通じて嫌悪顕著性と誘因顕著性を誘発する能力を持つ。LDTとPPTgはともにVTAにグルタミン酸作動性投射を送り、ドーパミン作動性ニューロンとシナプスを形成し、どちらも誘因顕著性を生み出すことができる。LHbはグルタミン酸作動性投射を送り、その大部分はGABA作動性RMTgニューロンとシナプスを形成し、それがドーパミン作動性VTAニューロンの抑制を駆動するが、一部のLHb投射はVTA介在ニューロンで終止する。これらのLHb投射は嫌悪刺激と期待された報酬の不在の両方によって活性化され、LHbの興奮は嫌悪を誘発する可能性がある。
腹側被蓋野から投射するドーパミン経路（すなわち、神経伝達物質であるドーパミンを使用して他のニューロンと通信するニューロン）のほとんどは報酬系の一部である。これらの経路では、ドーパミンはD1様受容体またはD2様受容体に作用して、cAMPの産生を刺激（D1様）または抑制（D2様）する。線条体のGABA作動性中型有棘ニューロンも報酬系の構成要素である。視床下核、前頭前皮質、海馬、視床、扁桃体のグルタミン酸作動性投射核は、グルタミン酸経路を介して報酬系の他の部分と接続している。多くの神経経路の集合体である内側前脳束も、脳刺激報酬（すなわち、外側視床下部の直接的な電気化学的刺激から得られる報酬）を媒介する報酬系の構成要素である。
側坐核の活動と好きという感情と欲しいという感情の生成に関して、2つの理論が存在する。抑制（または過分極）仮説では、側坐核が腹側淡蒼球、視床下部、腹側被蓋野などの下流構造に対して持続的な抑制効果を及ぼし、側坐核（NAcc）内のMSNsを抑制することでこれらの構造が興奮し、報酬関連行動が「解放」されると提案している。GABA受容体アゴニストは側坐核で「好き」と「欲しい」の両方の反応を引き出すことができるが、基底外側扁桃体、腹側海馬、内側前頭前皮質からのグルタミン酸作動性入力が誘因顕著性を駆動する可能性がある。さらに、ほとんどの研究では、NAcc ニューロンが報酬に対して発火を減少させることを見出しているが、多くの研究では逆の反応を見出している。これは、脱抑制（または脱分極）仮説へとつながり、NAccニューロン、または少なくとも特定のサブセットの興奮が、報酬関連行動を駆動すると提案している。
脳刺激報酬に関する50年近くの研究の後、専門家らは脳内の数十の部位が頭蓋内自己刺激を維持することを確認した。特に効果的な領域としては、外側視床下部と内側前脳束が挙げられる。そこでの刺激は上行経路を形成する線維を活性化する。上行経路には、腹側被蓋野から側坐核に投射する中脳辺縁系ドーパミン経路が含まれる。中脳辺縁系ドーパミン経路が報酬を仲介する回路の中心である理由にはいくつかの説明がある。第一に、動物が頭蓋内自己刺激に従事するとき、中脳辺縁系経路からのドーパミン放出が顕著に増加する。第二に、実験は一貫して、脳刺激報酬が通常自然報酬によって活性化される経路の強化を刺激することを示している。また、薬物報酬または頭蓋内自己刺激は、末梢神経を通ってではなく報酬中枢を直接活性化するため、中枢報酬メカニズムをより強力に活性化することができる。第三に、動物が中毒性薬物を投与されたとき、あるいは摂食や性的活動などの自然に報酬をもたらす行動に従事するとき、側坐核内でのドーパミンの顕著な放出がある。しかし、ドーパミンは脳内の唯一の報酬化合物ではない。

### 主要経路
腹側被蓋野

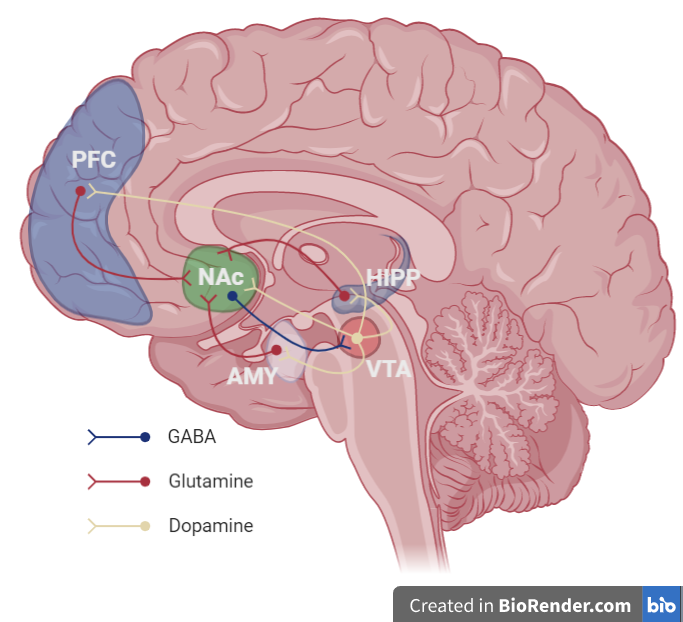
中脳辺縁系（「報酬」）回路の主要構成要素を示す図

- 腹側被蓋野（VTA）は、報酬が存在することを示す刺激や手がかりに反応する上で重要である。報酬をもたらす刺激（およびすべての中毒性薬物）は、直接的または間接的にVTAがドーパミン信号を側坐核に放出するよう引き起こすことで、この回路に作用する[要出典]。VTAには2つの重要な経路がある：動機づけ行動とプロセスの基盤となる辺縁系（線条体）領域に投射する中脳辺縁系経路（英語版）と、外部の手がかりの学習などの認知機能の基盤となる前頭前皮質に投射する「中脳皮質経路」である[36]。
- この領域のドーパミン作動性ニューロンは、酵素チロシンヒドロキシラーゼを使用してアミノ酸チロシンをDOPAに変換し、それが酵素DOPA脱炭酸酵素（英語版）によってドーパミンに変換される[37]。

線条体（側坐核）
- 線条体は広く、報酬をもたらす手がかりに対応して学習した行動を獲得し引き出すことに関与している。VTAは線条体に投射し、腹側（側坐核）と背側線条体内のD1およびD2受容体を介してGABA作動性中型有棘ニューロンを活性化する[38]。
- 「腹側線条体」（側坐核）は広く、VTAから入力を受けた際の行動獲得と、PFCから入力を受けた際の行動誘発に関与している。側坐核殻は淡蒼球とVTAに投射し、辺縁系と自律機能を調節する。これにより刺激の強化特性と報酬の短期的側面が調節される。側坐核核は黒質に投射し、報酬探索行動の発達とその表現に関与している。これは空間学習、条件反応、衝動的選択、つまり報酬の長期的要素に関与している[36]。
- 背側線条体は学習に関与し、「背側内側線条体」は目標指向学習に、「背側外側線条体」はパブロフ反応の基礎となる刺激-反応学習に関与している[39]。刺激による繰り返しの活性化により、側坐核は線条体内ループを介して背側線条体を活性化することができる。信号のNAcからDSへの移行により、報酬自体が存在しなくても、報酬に関連する手がかりがDSを活性化できるようになる。これにより渇望や報酬探索行動が活性化される（依存症では禁断中の再発を引き起こす原因となる）[40]。

前頭前皮質
- VTAドーパミン作動性ニューロンはPFCに投射し、背側線条体やNAcなど複数の他の領域に投射するグルタミン酸作動性ニューロンを活性化し、最終的にPFCが刺激に対する顕著性と条件付き行動を仲介できるようにする[40]。
- 特に注目すべきは、中毒性薬物の禁断がPFCを活性化し、NAcへのグルタミン酸作動性投射を活性化することで、強い渇望を引き起こし、禁断から生じる依存症行動の再開を調節することである。PFCはまた、中脳皮質経路を通じてVTAと相互作用し、環境手がかりと報酬を関連付けるのを助ける[40]。
- 前頭前皮質に関連する脳のいくつかの部分はさまざまな方法で意思決定を支援する。背側前帯状皮質（dACC）は努力、葛藤、ミスを追跡する。腹内側前頭前皮質（vmPFC）は何が報酬的であるかに焦点を当て、個人的嗜好に基づいて選択を支援する。眼窩前頭皮質（OFC）は選択肢を評価し、その結果を予測して決定を導く。これらはドーパミン信号と連携して、報酬と行動を処理する[41]。

海馬
- 海馬にはさまざまな機能があり、記憶の作成と保存もその一つである。報酬回路では、文脈的記憶と関連する手がかりを提供する役割を果たす。最終的には、手がかりを通じた報酬探索行動の再開と文脈的トリガーの基盤となる[42]。

扁桃体
- 扁桃体はVTAから入力を受け、NActに出力する。扁桃体は強力な感情的なフラッシュバルブ記憶の形成に重要であり、強い手がかり関連記憶の形成の基盤となる可能性が高い[43]。また、禁断の不安効果や依存症における薬物摂取増加の仲介にも重要である[44]。

### 快感中枢
快感は報酬の構成要素だが、すべての報酬が快感をもたらすわけではない（例えば、お金はこの反応が条件づけられていない限り快感を引き起こさない）。自然に快感をもたらし、したがって魅力的な刺激は「内在的報酬」として知られ、一方、魅力的で接近行動を動機づけるが本質的に快感をもたらさない刺激は「外在的報酬」と呼ばれる。外在的報酬（例えば、お金）は、内在的報酬との学習された連合の結果として報酬となる。言い換えれば、外在的報酬は、一度獲得されると「好き」という反応ではなく「欲しい」という反応を引き出す動機づけとなる磁石として機能する。
報酬系には快感中枢または快楽的ホットスポットが含まれている。これらは、内在的報酬からの快感または「好き」という反応を仲介する脳構造である。2017年10月の時点で、快楽的ホットスポットは側坐核殻、腹側淡蒼球、腕傍核、眼窩前頭皮質（OFC）、および島皮質のサブコンパートメント内で同定されている。縫線核も関与していることが示唆されている。側坐核殻内のホットスポットは内側殻の吻背側象限に位置し、一方、快楽的コールドスポットはより後方の領域に位置している。後部腹側淡蒼球も快楽的ホットスポットを含み、前部腹側淡蒼球は快楽的コールドスポットを含む。ラットでは、オピオイド、エンドカンナビノイド、およびオレキシンのマイクロインジェクションがこれらのホットスポットでの好意反応を強化することができる。前部OFCと後部島皮質に位置する快楽的ホットスポットは、重複する前部島皮質と後部OFCの快楽的コールドスポットと同様に、ラットにおいてオレキシンとオピオイドに反応することが示されている。一方、腕傍核ホットスポットは、ベンゾジアゼピン受容体アゴニストにのみ反応することが示されている。
快楽的ホットスポットは機能的にリンクしており、一つのホットスポットの活性化は、誘発された発現によって索引付けされるように、他のホットスポットの動員をもたらす。この最初期遺伝子はC-Fosである。さらに、一つのホットスポットの抑制は、別のホットスポットの活性化効果の鈍化をもたらす。したがって、報酬系内のすべての快楽的ホットスポットの同時活性化は、強烈な多幸感の感覚を生み出すために必要であると考えられている。

## 欲しいと好きの感情
誘因顕著性は、側坐核殻（NAcc殻）によって報酬刺激に割り当てられる「欲しい」または「欲望」という属性であり、動機づけの要素を含む。中脳辺縁系経路から側坐核殻へのドーパミン神経伝達の程度は、報酬刺激に対する誘因顕著性の大きさと高い相関がある。

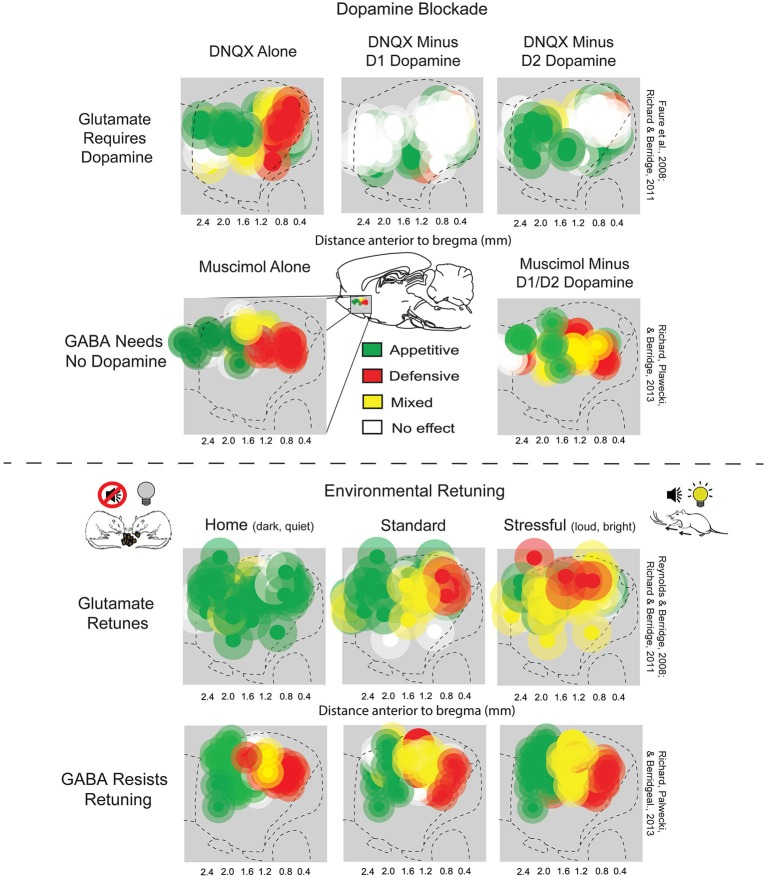
側坐核殻における食欲と防御反応の調整（上図）。AMPA遮断は、感情価にかかわらず動機づけられた行動を生み出すためにD1機能を必要とし、防御行動を生み出すためにD2機能を必要とする。一方、GABAアゴニズムはドーパミン受容体機能を必要としない（下図）。AMPA拮抗作用によって生み出される、ストレス下での防御行動と家庭環境での食欲行動を生み出す解剖学的領域の拡大。この柔軟性はGABAアゴニズムではあまり明らかではない

側坐核の背吻側領域の活性化は、好きという感情の同時増加を伴わない欲しいという感情の増加と相関する。しかし、側坐核殻へのドーパミン神経伝達は、報酬刺激に対する食欲性動機づけ顕著性（すなわち、誘因顕著性）だけでなく、嫌悪性動機づけ顕著性（これは望ましくない刺激から行動を遠ざける）にも責任を持つ。背側線条体では、D1発現MSNの活性化は食欲性誘因顕著性を生み出し、D2発現MSNの活性化は嫌悪を生み出す。NAccではこのような二分法ははっきりしておらず、D1とD2のMSNの両方の活性化が動機づけを高めるのに十分であり、おそらく腹側淡蒼球を抑制することによってVTAを脱抑制するためである。
ロビンソンとバーリッジの1993年の誘因-感作理論は、「報酬」には分離可能な心理的要素が含まれていると提案した：欲しい（誘因）と好き（快楽）である。チョコレートなどの特定の刺激との接触が増加することを説明するために、二つの独立した要因が働いている—チョコレートを持ちたいという欲望（欲しい）とチョコレートの快楽効果（好き）である。ロビンソンとバーリッジによれば、欲しいと好きは同じプロセスの二つの側面であり、通常、報酬は同じ程度に欲しいと好かれる。しかし、欲しいと好きは特定の状況下で独立して変化することもある。例えば、ドーパミンを受け取った後に食べない（食物への欲望の喪失を経験する）ラットは、まだ食物が好きであるかのように行動する。別の例では、ラットの外側視床下部の活性化された自己刺激電極は食欲を増加させるが、砂糖や塩などの味への嫌悪反応も引き起こす。明らかに、刺激は欲しいという気持ちを増すが好きという気持ちは増さない。そのような結果は、ラットの報酬系に欲しいと好きの独立したプロセスが含まれていることを示している。欲しい要素はドーパミン経路によって制御されていると考えられ、一方、好き要素はオピエート-GABA-エンドカンナビノイド系によって制御されていると考えられている。

## 反報酬系
クーブズとル・モアルは、食物、性行為などの過度な追求を防ぐブレーキとして機能する、報酬追求行動の減衰に責任を持つ別の回路が存在すると提案しており、これを反報酬回路と名付けた。この回路には扁桃体の複数の部分（分界条床核、中心核）、側坐核、およびノルエピネフリン、コルチコトロピン放出因子、ダイノルフィンなどの信号分子が含まれる。この回路はまたストレスの不快な要素を仲介すると仮定されており、したがって依存症と禁断に関与していると考えられている。報酬回路が依存症の発達に関わる初期の正の強化を仲介する一方で、後に反報酬回路が負の強化を通じて支配するようになり、報酬刺激の追求を動機づけると考えられている。

## 学習
報酬刺激は学習を古典的条件づけ（パブロフ条件づけ）とオペラント条件づけ（道具的条件づけ）の両方の形で促進することができる。古典的条件づけでは、報酬は無条件刺激として機能し、条件刺激と関連付けられると、条件刺激が筋骨格系（単純な接近と回避行動の形で）および植物性反応の両方を引き起こすようになる。オペラント条件づけでは、報酬は自分自身につながる行動を増加または支援する強化子として機能することがある。学習された行動は、それらが導く結果の価値に敏感であるか否かによって異なる；行動に対する結果の随伴性と結果の価値の両方に敏感な行動は目標指向的であり、随伴性や価値に鈍感な誘発された行動は習慣と呼ばれる。この区別は、モデルフリーとモデルベースという二つの学習形態を反映していると考えられている。モデルフリー学習は、価値の単純なキャッシングと更新を含む。対照的に、モデルベース学習は、推論と柔軟な予測を可能にするイベントの内部モデルの保存と構築を含む。パブロフ条件づけは一般的にモデルフリーであると想定されているが、条件刺激に割り当てられた誘因顕著性は、内部の動機づけ状態の変化に関して柔軟である。
異なる神経系が刺激と結果、行動と結果、刺激と反応の間の関連の学習に責任を持つ。古典的条件づけは報酬系に限定されないが、刺激による道具的パフォーマンスの強化（すなわち、パブロフ-道具的転移）には側坐核が必要である。習慣的および目標指向的な道具的学習は、それぞれ外側線条体と内側線条体に依存している。
道具的学習の間、D1型とD2型MSNにおいて、それぞれ直接経路と間接経路を構成するにおいて、AMPAとNMDA受容体の比率およびERKのリン酸化に相反する変化が起こる。これらのシナプス可塑性の変化と付随する学習は、線条体D1およびNMDA受容体の活性化に依存している。D1受容体によって活性化される細胞内カスケードには、プロテインキナーゼAの動員が含まれ、DARPP-32のリン酸化を通じて、ERKを不活性化するホスファターゼを阻害する。NMDA受容体は異なるが相互に関連するRas-Raf-MEK-ERK経路を通じてERKを活性化する。NMDA単独による活性化はERKの自己制限的である。なぜなら、NMDA活性化はまたPKAを介したERK不活性化ホスファターゼの阻害を阻害するからである。しかし、D1とNMDAカスケードが共活性化されると、それらは相乗的に働き、その結果生じるERKの活性化は、スパインの再構築、AMPA受容体の輸送、CREBの調節、およびKv4.2の阻害による細胞興奮性の増加というシナプス可塑性を調節する。

## 障害

### 嗜癖
ΔFosB（デルタFosB）―遺伝子転写因子―の側坐核のD1型中型有棘ニューロンにおける過剰発現は、依存症関連行動と神経可塑性を誘発する、事実上すべての形態の依存症（すなわち、行動嗜癖と薬物依存症）に共通する「決定的な」要因である。特に、ΔFosBは特定の中毒性薬物と行動の間で自己投与、報酬感作、および報酬交差感作効果を促進する。特定の脳領域におけるヒストンタンパク質尾部の特定のエピジェネティック修飾（すなわち、ヒストン修飾）も、依存症の分子的基盤において重要な役割を果たすことが知られている。
中毒性薬物と行動は、ドーパミン報酬経路への効果によって報酬的かつ強化的（すなわち、「中毒性がある」）である。
外側視床下部と内側前脳束は、特に薬物の脳刺激報酬への効果の研究において、最も頻繁に研究された脳刺激報酬部位である。乱用薬物の習慣形成作用に最も明確に関連づけられている神経伝達物質系は中脳辺縁系ドーパミン系であり、側坐核内の遠心性標的と局所GABAニューロン求心性を持つ。アンフェタミンとコカインの報酬関連作用は、側坐核および恐らく内側前頭前皮質のドーパミン作動性シナプスに存在する。ラットはまた、内側前頭前皮質へのコカイン注射のためにレバーを押すことを学習し、これは側坐核内のドーパミン代謝回転を増加させることによって機能する。側坐核に直接注入されたニコチンも、おそらくこの地域のドーパミン作動性終末に対する前シナプス作用によって、局所ドーパミン放出を増強する。ニコチン受容体はドーパミン作動性細胞体に局在し、局所ニコチン注射はニコチン報酬に重要なドーパミン作動性細胞発火を増加させる。いくつかの追加的な習慣形成薬物も、ドーパミン作動性投射を活性化するにもかかわらず、その結果として中型有棘ニューロンの出力を減少させる可能性がある。アヘン剤の場合、報酬効果のための最も閾値の低い部位は、腹側被蓋野内のGABA作動性ニューロンに対する作用を含み、側坐核の中型有棘出力ニューロンに対するアヘン剤報酬作用の二次的部位である。したがって、以下が現在特徴づけられている薬物報酬回路の核心を形成する；中脳辺縁系ドーパミンニューロンへのGABA作動性求心性（アヘン剤報酬の主要基質）、中脳辺縁系ドーパミンニューロン自体（精神運動刺激薬報酬の主要基質）、および中脳辺縁系ドーパミンニューロンへのGABA作動性遠心性（アヘン剤報酬の二次的部位）。

### 動機づけ
機能不全の動機づけ顕著性はいくつかの精神医学的症状と障害に現れる。快感消失は、伝統的に快感を感じる能力の低下と定義されてきたが、ほとんどの快感消失集団は無傷の「好き」という感情を示すため、鈍化した誘因顕著性を反映していると再検討された。スペクトルの反対側では、特定の刺激に対して狭められた高められた誘因顕著性が行動や薬物依存症の特徴である。恐怖や偏執症の場合、機能不全は高められた嫌悪顕著性にある可能性がある。現代文献では、快感消失は「予期的」と「消費的」という提案された二つの快楽形態と関連している。
快感消失に関連する診断にわたる神経画像研究は、OFCと腹側線条体の活動低下を報告している。あるメタ分析は、快感消失が尾状核、被殻、側坐核、内側前頭前皮質（mPFC）における報酬予期に対する神経反応の低下と関連していると報告した。

#### 気分障害
特定のタイプのうつ病は、報酬のために努力を費やす意欲として評価される動機づけの低下と関連している。これらの異常は、線条体の領域の活動低下と暫定的に関連付けられており、ドーパミン機能の異常が役割を果たすと仮定されているが、うつ病におけるドーパミン機能を調査したほとんどの研究は一貫性のない結果を報告している。死後および神経画像研究は報酬系の多数の領域の異常を見つけたが、一貫して再現される所見はほとんどない。一部の研究は、報酬または正の刺激に関連するタスク中のNAcc、海馬、内側前頭前皮質（mPFC）、および眼窩前頭皮質（OFC）の活動低下、および基底外側扁桃体と膝下帯状皮質（sgACC）の活動上昇を報告している。これらの神経画像の異常は死後研究がほとんどないことによって補完されるが、少ないながらも行われた研究はmPFC内の興奮性シナプスの減少を示唆している。報酬関連タスク中のmPFCの活動低下は、より背側の領域（すなわち、膝前帯状皮質）に局在しているようであり、より腹側のsgACCはうつ病で過活動である。
動物モデルにおける基礎となる神経回路を調査する試みも矛盾する結果をもたらしている。うつ病をシミュレートするために一般的に使用される二つのパラダイムは、慢性社会的敗北（CSDS）と慢性軽度ストレス（CMS）であるが、多くの存在する。CSDSは、スクロース嗜好の減少、社会的相互作用の減少、強制水泳テストにおける不動性の増加を生じる。CMSも同様にスクロース嗜好を減少させ、尾懸垂と強制水泳テストによって評価される行動的絶望感を生じる。CSDSに感受性のある動物は、相性VTA発火の増加を示し、VTA-NAcc投射の阻害はCSDSによって誘発された行動的欠陥を弱める。しかし、VTA-mPFC投射の阻害は社会的引きこもりを悪化させる。一方、CMS関連のスクロース嗜好と不動性の減少は、それぞれVTAの興奮と阻害によって緩和および悪化した。これらの差異は異なる刺激プロトコルまたは翻訳的パラダイムの不備によるものかもしれないが、変動する結果は報酬関連領域の不均質な機能性にもあるかもしれない。
全体としてのmPFCの光遺伝学的刺激は抗うつ効果を生む。この効果はpgACCの齧歯類相同体（前辺縁皮質）に局在しているようであり、sgACCの齧歯類相同体（下辺縁皮質）の刺激は行動的効果を生じない。さらに、抑制効果があると考えられている下辺縁皮質内の深部脳刺激も抗うつ効果を生む。この所見は、下辺縁皮質の薬理学的抑制がうつ病行動を弱めるという観察と一致している。

#### 統合失調症
統合失調症は、一般的に自発的発話の減少などの他の陰性症状の下にグループ化される動機づけの欠如と関連している。「好き」という経験は、行動的にも神経的にも無傷であると頻繁に報告されているが、結果は金銭的報酬などの特定の刺激に特有である可能性がある。さらに、潜在的学習と単純な報酬関連タスクも統合失調症では無傷である。むしろ、報酬系の欠陥は認知的に複雑な報酬関連タスク中に明らかになる。これらの欠陥は、異常な線条体とOFCの活動だけでなく、背外側前頭前皮質（DLPFC）などの認知機能に関連する領域の異常とも関連している。

#### 注意欠如多動症
ADHDを持つ人々では、報酬系の中核的側面が活動低下しており、通常の活動から報酬を得ることが困難になっている。この障害を持つ人々は、高刺激行動がドーパミンの放出を引き起こした後、動機づけのブーストを経験する。そのブーストと報酬の余波で、ベースラインレベルへの復帰は即座の動機づけの低下をもたらす。
より多くのADHD関連行動を示す人々は、特に側坐核において、報酬の配達ではなく報酬予期に対する脳反応が弱い。上記のように、動機づけの初期ブーストとドーパミンの放出があるが、動機づけの明らかな低下のリスクが高くなる。
ドーパミン作動性とノルアドレナリン作動性機能の障害はADHDの主要因子であると言われている。これらの障害は、報酬処理の調節不全や快感消失を含む動機づけ機能不全など、遂行機能障害につながる可能性がある。

## 歴史

スキナー箱

脳内に報酬系が存在することの最初の手がかりは、1954年にジェームズ・オールズとピーター・ミルナーによる偶然の発見によってもたらされた。彼らは、ラットが脳の特定の部位に短い電気刺激を与えるために、バーを押すなどの行動を行うことを発見した。この現象は頭蓋内自己刺激または脳刺激報酬と呼ばれる。典型的には、ラットは疲れ果てるまで、この脳刺激を得るために1時間に数百回または数千回のレバーを押す。ラットに問題解決と迷路走行を教えようとしている間、刺激が行われた脳の特定の領域の刺激は動物に快感を与えるように思われた。彼らは人間に対しても同じことを試み、結果は似ていた。自分自身や自分の種の生存に価値のない行動に動物が従事する理由の説明は、脳刺激が報酬の根底にあるシステムを活性化しているということである。
1954年に行われた基本的な発見で、研究者ジェームズ・オールズとピーター・ミルナーは、ラットの脳の特定の領域に対する低電圧電気刺激が、動物が迷路を走り問題を解決することを教える際の報酬として機能することを発見した。脳のそれらの部分の刺激は動物に快感を与えたようであり、後の研究では人間もそのような刺激から快感を報告した。ラットがレバーを押すことによって報酬系を刺激できるスキナー箱でテストされたとき、ラットは何時間もレバーを押した。次の20年間の研究は、ドーパミンがこれらの領域における神経信号伝達を助ける主要な化学物質の一つであることを確立し、ドーパミンは脳の「快楽化学物質」であると示唆された。
イワン・パブロフは報酬系を使用して古典的条件づけを研究した心理学者であった。パブロフは、犬が鐘または別の刺激を聞いた後に食物で報酬を与えることによって報酬系を使用した。パブロフは、犬が報酬である食物と刺激である鐘を関連付けるように報酬を与えていた。
エドワード・L・ソーンダイクはオペラント条件づけを研究するために報酬系を使用した。彼は猫をパズルボックスに入れ、猫が脱出したいと思うようにボックスの外に食物を置くことから始めた。猫はボックスから出て食物にたどり着くために努力した。ソーンダイクは、猫がボックスから脱出した後に食物を食べたが、食物の報酬なしでもボックスから脱出しようとしたことを学んだ。ソーンダイクは食物と自由の報酬を使用して猫の報酬系を刺激した。ソーンダイクはこれを使用して猫がどのようにボックスから脱出することを学んだかを見た。最近では、イワン・デ・アラウジョと同僚が腸内の栄養素を使用して迷走神経を介して報酬系を刺激した。

## 他の種
動物は、オピエートを中脳被蓋または側坐核に直接注射するためにバーを押すことをすぐに学ぶ。同じ動物は、中脳辺縁系経路のドーパミン作動性ニューロンが不活性化されると、オピエートを得るために働かない。この観点では、動物は人間と同様に、ドーパミン放出を増加させる行動に従事する。
ケント・ベリッジ、情動神経科学の研究者は、甘い（「好きな」）と苦い（「嫌いな」）味が独自の顔面表情を生み出し、これらの表情が人間の新生児、オランウータン、ラットによって同様に表示されることを発見した。これは、快楽（特に、「好き」という感情）が客観的特徴を持ち、さまざまな動物種にわたって本質的に同じであるという証拠であった。ほとんどの神経科学研究は、報酬によって放出されるドーパミンが多いほど、報酬の効果が高いことを示している。これは快楽的影響と呼ばれ、報酬への努力と報酬自体によって変化する可能性がある。ベリッジはドーパミン系をブロックしても、何か甘いものに対する肯定的反応（顔の表情によって測定される）は変化しないようであることを発見した。言い換えれば、快楽的影響は砂糖の量に基づいて変化しなかった。これはドーパミンが快楽を仲介するという従来の仮定を否定した。より強いドーパミン変化でも、データは一定のままであるようだった。しかし、2019年1月の臨床研究では、ドーパミン前駆体（レボドパ）、拮抗薬（リスペリドン)、およびプラセボが音楽への報酬反応に及ぼす効果を評価した。その研究では、音楽的悪寒中に経験される快感の度合いを皮膚電気活動の変化および主観的評価によって測定した。その結果、ドーパミン神経伝達の操作が人間の被験者における快楽認知（特に、音楽の快楽的影響）を双方向に調節することが分かった。この研究は、ドーパミン神経伝達の増加が人間における音楽に対する快楽的快感反応の必要条件であることを示した。
ベリッジは報酬の「欲しい」側面に対処するために誘因顕著性仮説を開発した。これは、薬物が多幸感を生み出さなくなったときの薬物依存者による薬物の強迫的使用と、個人が離脱を経験した後でさえ経験する渇望を説明する。一部の依存者は、薬物によって引き起こされる神経変化を伴う特定の刺激に反応する。脳内のこの感作は、「欲しい」と「好き」の反応が起きるため、ドーパミンの効果と似ている。人間と動物の脳と行動は、これらのシステムが非常に顕著であるため、報酬系に関して同様の変化を経験する。